# Junior Stanislas
Felix Junior Stanislas (* 26. listopadu 1989 Londýn), známý jako Junior Stanislas, je anglický profesionální fotbalista, který hraje na pozici křídelníka či ofensivního záložníka za anglický klub AFC Bournemouth. Je bývalým anglickým mládežnickým reprezentantem.

## Reprezentační kariéra
Stanislas hrál v anglických mládežnických výběrech U20 a U21.